# Andrable
L'Andrable est une rivière française dans les départements de la Haute-Loire, Loire et Puy-de-Dôme, dans la région Auvergne-Rhône-Alpes. C'est un affluent de l'Ance, donc un sous-affluent de la Loire.

## Géographie
La longueur de son cours d'eau est de 33,5 kilomètres.
La rivière prend sa source dans le Forez, sur la commune de Saint-Clément-de-Valorgue, à l'est du bois de Malleveille à 1 185 mètres d'altitude. Elle coule globalement du nord vers le sud-est, et conflue entre Bas-en-Basset et Beauzac à 475 mètres d'altitude.
Elle est l'affluent de l'Ance qu'elle rejoint au niveau du hameau de Le vert, qui est elle-même l'affluent de la Loire.

## Communes et cantons traversés
Dans les trois départements de la Loire, la Haute-Loire et la Puy-de-Dôme, l'Andrable traverse treize communes et cinq cantons :
- dans le sens amont vers aval : Saint-Clément-de-Valorgue (source), La Chaulme, La Chapelle-en-Lafaye, Montarcher, Estivareilles, Apinac, Merle-Leignec, Saint-Pal-de-Chalencon, Valprivas, Boisset, Tiranges, Bas-en-Basset (confluence).

Soit en termes de cantons, l'Andrable prend source dans le canton de Saint-Anthème, traverse les canton de Saint-Jean-Soleymieux, canton de Saint-Bonnet-le-Château, canton de Bas-en-Basset.

## Affluents
L'Andrable a dix affluents référencés dont :
- un ruisseau (rg) de 0,3 km sur la seule commune de La Chapelle-en-Lafaye[notes 1].
- le ruisseau de Borel (rd) 2,7 km sur les quatre communes d'Estivareilles, La Chapelle-en-Lafaye, La Chaulme et Montarcher.
- un ruisseau (rg) de 1 km sur les trois communes de La Chapelle-en-Lafaye, Estivareilles et Montarcher.
- le Tortorel (rg) 6,7 km sur les trois communes d'Apinac, Estivareilles et Luriecq (dans le département de la Loire) et sans affluent référencé[5].
- le ruisseau Le Chansson (rd) 2 km sur les trois communes de Merle-Leignec, Apinac, et Estivareilles avec deux affluents de 0,4 km et 0,5 km.
- le Bezan (rg) 7,4 km sur les quatre communes de Saint-Hilaire-Cusson-la-Valmitte, Merle-Leignec, Boisset, Valprivas et sans affluent référencé[6].
- le Ravin du Fraisse (rg) de 1 km sur les deux communes de Boisset et Valprivas.
- un ruisseau (rd) de 0,6 km sur les trois communes de Boisset Tiranges et Valprivas.
- le Creux de Fournier (rg) de 0,9 km sur les trois communes de Boisset Tiranges et Valprivas.
- un ruisseau (rd) de 0,6 km sur les deux communes de Tiranges et Valprivas.

## Caractéristiques

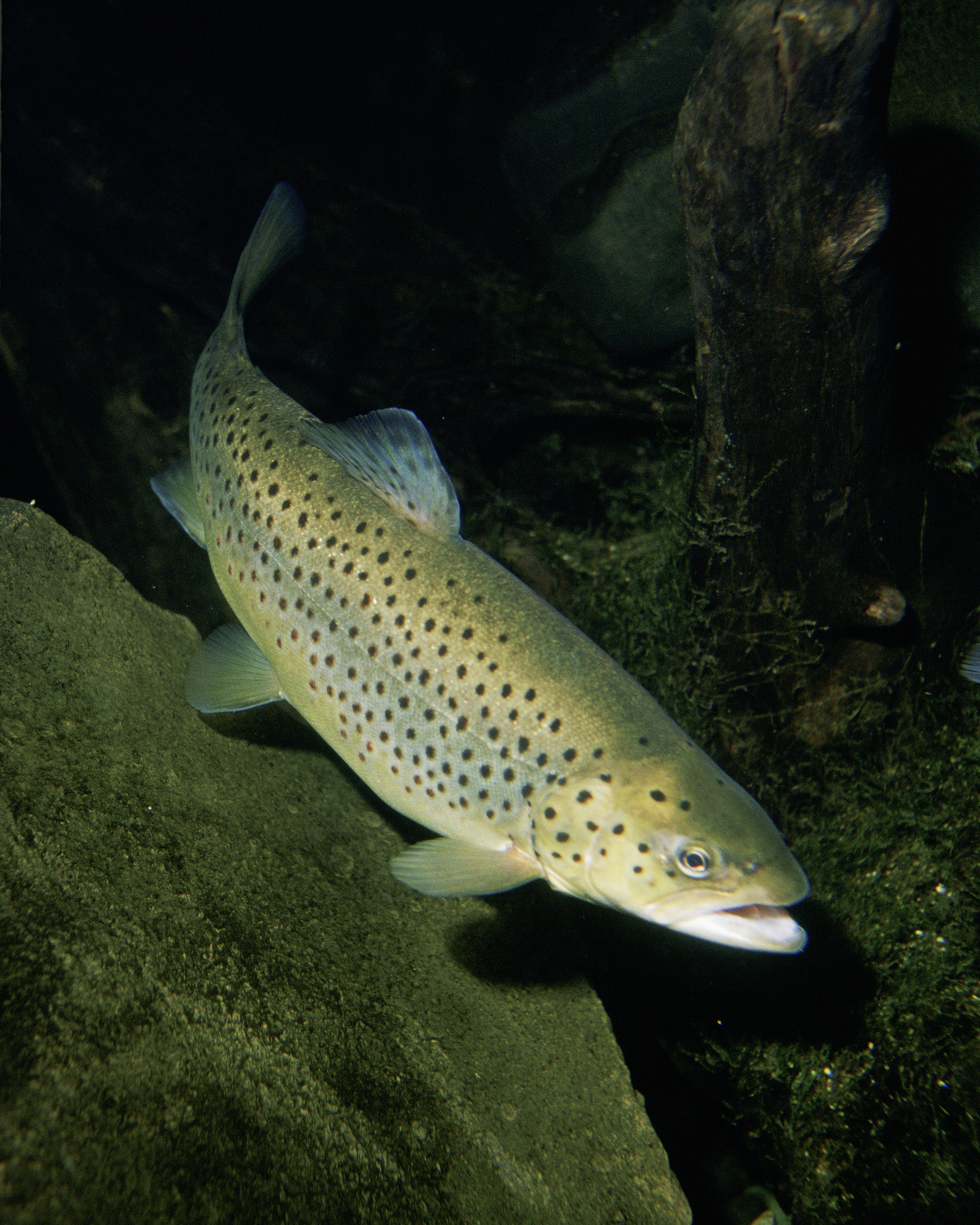
cours d'eau de première catégorie avec truite fario, ombre commun

L'Andrable est assez poissonneuse,, et un cours d'eau de première catégorie mais sa navigabilité n'est possible qu'à la suite de grosse pluie. En effet, son débit est assez faible, notamment en été. Sa population est constituée de truite fario, quelques vairons et du chabot.

## Histoire
Lors des pluies torrentielles d'octobre 2008, la rivière a connu une forte crue, emportant les arbres, les ponts les plus fragiles...

## Hydrologie
L'Andrable traverse une zone hydrographique L'Ance (du nord) de l'Andrable (c) à la loire (nc) (K054) de 547 km2. L'Andrable traverse douze communes pour une superficie de 236 km2 pour une population de 8 147 habitants, une densité de 34,5 habitants/km2 et une altitude moyenne de 918 m.

## Tourisme

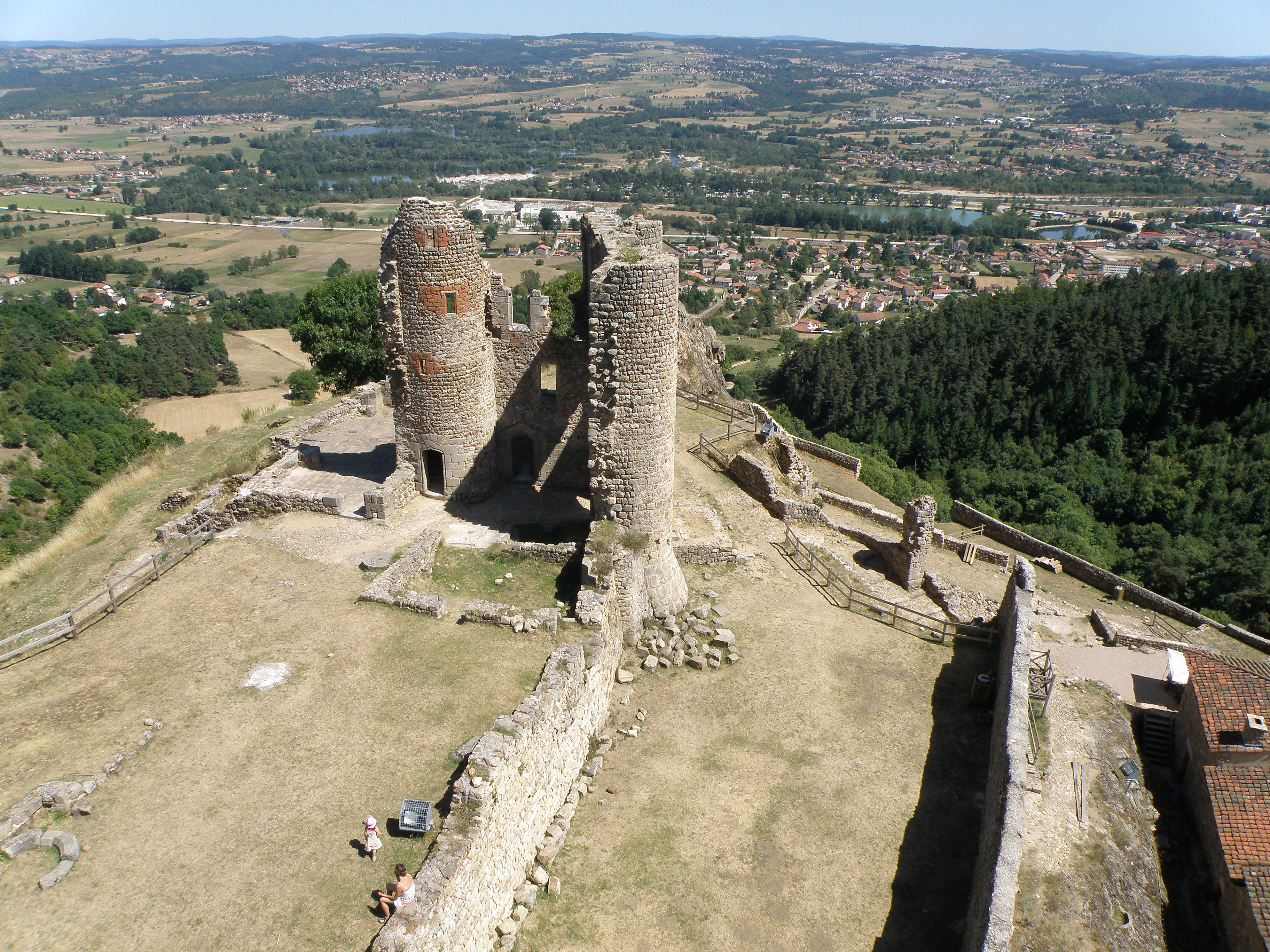
La forteresse du château de Rochebaron vue du sommet de la grande tour ronde. Vue vers l'est-sud-est et la Loire

L'Andrable croise la voie Bolène — voie antique de Lyon à l'Aquitaine — au gué d'Égarande sur la commune d'Estivareilles. Quelque 3 km en aval, il croise le chemin de fer touristique du Livradois-Forez et sa vallée est au sud-est du parc naturel régional Livradois-Forez. L'Andrable fait tourner le moulin de Vignal à visiter sur la commune d'Apinac (Loire).